# Финска на Светском првенству у атлетици у дворани 2022.
Финска је учествовала на 18. Светском првенству у атлетици у дворани 2022. одржаном у Београду од 18. до 20. марта седамнаести пут. Репрезентацију Финске представљала су 5 атлетичара (2 мушкарца и 3 жене) који су се такмичили у 5 дисциплина (2 мушке и 3 женске).,
На овом првенству такмичари Финске нису освојиле ниједну медаљу нити су остварили неки резултат.

## Учесници
| Мушкарци: - Илари Манинен — 60 м препоне - Кристијан Пули — Скок удаљ | Жене: - Лота Кемпинен — 60 м - Сара Куивисто — 1.500 м - Кристина Макела — Троскок |

## Резултати

### Мушкарци
| Атлетичар      | Дисциплина   | Лични рекорд | Квалификације | Квалификације | Полуфинале           | Полуфинале           | Финале               | Финале       | Детаљи |
| Атлетичар      | Дисциплина   | Лични рекорд | Резултат      | Место         | Резултат             | Место                | Резултат             | Место        | Детаљи |
| -------------- | ------------ | ------------ | ------------- | ------------- | -------------------- | -------------------- | -------------------- | ------------ | ------ |
| Илари Манинен  | 60 м препоне | 7,68         | 7,74(.740)    | 4. у гр. 2    | Није се квалификовао | Није се квалификовао | Није се квалификовао | 27 / 44 (46) |        |
| Кристијан Пули | Скок удаљ    | 8,27 о       |               |               |                      |                      | 7,76 ЛРС             | 11 / 14      |        |

### Жене
| Атлетичарка     | Дисциплина | Лични рекорд | Квалификације | Квалификације | Полуфинале | Полуфинале | Финале                | Финале       | Детаљи |
| Атлетичарка     | Дисциплина | Лични рекорд | Резултат      | Место         | Резултат   | Место      | Резултат              | Место        | Детаљи |
| --------------- | ---------- | ------------ | ------------- | ------------- | ---------- | ---------- | --------------------- | ------------ | ------ |
| Лота Кемпинен   | 60 м       | 7,16 НР      | 7,19 КВ       | 2. у гр. 4    | 7,18       | 5. у гр. 1 | Није се квалификовала | 15 / 46 (47) |        |
| Сара Куивисто   | 1.500 м    | 4:02,35      | 4:08,05 КВ    | 3. у гр. 3    |            |            | 4:12,79               | 11 / 12      |        |
| Кристина Макела | Троскок    | 14,41 о      |               |               |            |            | 14,14 ЛРС             | 9 / 16       |        |